# Sedlisko
Sedlisko (německy Sedlisko) je malá vesnice, část obce Kobyly v okrese Liberec. Nachází se asi jeden kilometr jihozápadně od Kobyl. Sedlisko leží v katastrálním území Kobyly o výměře 7,47 km².

## Historie
První písemná zmínka o vesnici pochází z roku 1556.